# John de Jong
Pour les articles homonymes, voir de Jong.
Johannes Jacobus de Jong, nommé plus simplement John de Jong, est un joueur de football néerlandais né le 8 mars 1977 à La Haye aux Pays-Bas.
Ce milieu de terrain mesure 1,83 m pour un poids de 74 kg et a été formé au club de La Haye, où il a effectué une partie de sa carrière.

## Carrière
Ce joueur a souvent été sur les listes des plus grands clubs européens, mais malgré l'intérêt que certains clubs anglais, espagnols ou allemands lui témoignaient, il n'a jamais quitté les pelouses néerlandaises.
Le 26 février 2008, John de Jong cesse de pratiquer le football, à cause d'une blessure qu'il a contractée en 2005. De Jong n'a pas pu se remettre de cette blessure, malgré 35 mois de réhabilitation. Il a exprimé le souhait de rester dans l'encadrement du PSV Eindhoven.

## Clubs successifs
- 1995- décembre 1998 : ADO La Haye
- 1998-2000 : FC Utrecht
- 2000-2002 : PSV Eindhoven
- 2002-2003 : SC Heerenveen
- 2003-2008 : PSV Eindhoven

## Bilan footballistique
- 1995- décembre 1998 : 59 matchs, 19 buts en championnat national.
- 1998-2000: 71 matchs, 16 buts en championnat national.
- 2000-2002 : 48 matchs, 5 buts en championnat national.
- 2002-2003: 26 matchs, 9 buts en championnat national.
- 2003-2008 : 44 matchs, 13 buts en championnat national, et 6 matchs pour 3 buts en Ligue des champions.

## Palmarès
- Champion des Pays-Bas en 2001, 2005, 2006, 2007 et 2008 (PSV Eindhoven)
- Vainqueur de la Coupe des Pays-Bas en 2003 (SC Heerenveen) et en 2005 (PSV Eindhoven)